# Mary S.B. Shindler
Mary S.B. Shindler (ur. 1810, zm. 1883) – poetka amerykańska. 

## Życiorys
Mary S.B. Shindler urodziła się jako Mary Stanley Bunce Palmer 15 lutego 1810 w Beaufort w stanie Karolina Południowa. Jej ojciec, Benjamin M. Palmer, był doktorem teologii i pastorem. W 1838 wyszła za mąż za Charlesa E. Danę. Przeprowadziła się z nim najpierw do Nowego Jorku, a potem w 1837 to Bloomington w stanie Iowa. Kiedy zmarł, powróciła do rodziny w Charleston. Wtedy zaczęła pisać. W 1848 poślubiła wielebnego Roberta D. Shindlera, profesora Shelby College w Kentucky. W 1850 przeniosła się z nim do Upper Marlborough w Maryland, a następnie w 1869 do Nacogdoches w Teksasie. Do śmierci w 1883 współpracowała z popularnymi pismami.

## Twórczość
Wydała tomiki The Southern Harp (1840), The Northern Harp (1841), The Parted Family, and Other Poems (1842), The Temperance Lyre (1842), Charles Morton, or the Young Patriot (1843), The Young Sailor (1844) i Forecastle Tour (1844).